# XEROK-AM
XEROK-AM 800 kHz, Radio Cañón 800 es una estación de radio que transmite en la banda de Amplitud Modulada con 150,000 watts de potencia diurnos en Ciudad Juárez, Chihuahua, México, canal libre internacional.

## Historia
La estación fue concesionada el 24 de noviembre de 1934, a Compañía Radiodifusora de Piedras Negras, S.A. en la frecuencia de lo 660 kHz, con 10 kW de potencia diurnos e identificativo de llamada XEPNA-AM con licencia en Piedras Negras, Coahuila. Después, el 13 de octubre de 1936, la estación cambió el identificativo de señal por el de XELO-AM y se movió a la frecuencia de los 1110 kHz y se aumentó la potencia a 50 kW diurnos.
La estación fue movida a Ciudad Juárez en 1955 en la banda de los 800 kHz y triplicando su potencia, quedando en 150 kW. La planta transmisora de 150 kW fue construida por un equipo dirigido por William "Bill" Branch. Branch, construyó una serie de amplificadores para obtener potencia de un oscilador de bajo poder a 150 kW. 
La estación fue un "border blaster", que servía a los Estados Unidos, la mayoría del tiempo el formato de la estación era en español pero con programas intermedios dirigidos a la audiencia en El Paso. "Carr Collins Crazy water crystals" (patentador de un tratamiento médico mineral) fue un anunciante muy conocido, ya que era "Baby Chicks by Mail". Programas religiosos fueron transmitidos ocasionalmente con ofertas para enviar dinero a cambio de "fotos autografiadas de Jesús Cristo de la fama bíblica". En los años posteriores a la Segunda Guerra Mundial y durante y después de la guerra de Corea, la estación fue la primera transmisión estadounidense que las tropas estadounidenses que regresaron por mar desde el oriente escucharon.
La programación diurna pasó a estar en inglés en 1972, pasando a retransmitir a KAMA-AM 1060 de El Paso (hoy KXPL-AM). Para este tiempo, un grupo de inversores estadounidenses conformados por Grady Sanders, Bob Hanna, John Ryman y Bruce Miller Earle arrendaron la estación y la convirtieron en una estación de "Top 40" en inglés. Durante los años 70 y 80 se publicitaba a sí misma como "X-Rock 80, The Sun City Rocker" debido a su proximidad con "The Sun City" (La ciudad del sol), El Paso, Texas. En el verano de 1975, la emisora fue la estación de Top 40, que contó con más alta audiencia en los Estados Unidos, con la posible excepción de WABC-AM de Nueva York de acuerdo con Arbitron.
No es generalmente conocido que la estación no mantuvo una operación constante. Al inicio, los programas eran grabados en tiempo real en cintas que eran enviadas al transmisor por mensajería y se transmitían 24 después de su grabación, un concepto similar al Voice-tracking usado por algunas difusoras hoy en día; esto permitía a los locutores decir la hora real, pero no daba entrada al material para dar información exacta y oportuna, como el tiempo meteorológico. Después, las grabaciones se transmitían 12 horas diferidas. Más tarde, la estación comenzó a grabar en 4 estudios al mismo tiempo, para tratar de transmitir con menos tiempo de retraso las grabaciones. En 1977 y 1978 se utilizaron estudios cerca de Satélite, Chihuahua para transmitir en vivo. Tiempo después, los dueños de la estación obtuvieron un permiso de la FCC para instalar un Studio/transmitter link (STL) de 950 MHz cerca de la frontera para alimentar el transmisor desde El Paso en vivo. El gobierno mexicano también estuvo de acuerdo con esta disposición pero después la estación tuvo que dejar de usar su enlace con El Paso y pasar a transmitir desde estudios locales.
La estación continuó con su formato desde Ciudad Juárez y siguió siendo popular en El Paso, pero finalmente fue superada con la llegada de la música pop a las preferencias de la gente en la segunda mitad de los años 70. En 1982 la estación pasó a transmitir todo el día en español bajo el formato de "Radio Cañón", formato aún utilizado hoy en día. Más recientemente, la estación obtuvo un permiso para implementar el formato de transmisión de Radio Digital Terrestre, "HD Radio".

## Cobertura
La estación tiene licencia para Ciudad Juárez, y se puede escuchar en El Paso, Texas también, además de que se puede escuchar en gran parte del Estado de Chihuahua.
Durante la noche, La señal de Radio Cañón' llega a gran parte de la República Mexicana así como gran parte de la Unión Americana donde el formato 800 AM Se encuentre disponible sin difusión alguna.
Se han dado casos de que la señal ha llegado, en horario nocturno, hasta Canadá y parte de Cuba y así como también Las Bahamas, Haití, Santo Domingo e inclusive Puerto Rico.

## Formatos de la emisora
Esta estación de radio era conocida antes por transmitir rock, y ahora transmite: Música Mexicana etc.